# Intrusión (fonología)
Intrusión, en fonología, es el fenómeno por el que aparece un sonido nuevo en cualquier posición de un discurso. Según su posición recibe diferentes denominaciones: liaison, prótesis, epéntesis y paragoge.

## Causas y función
Su función en la lengua escrita es esencialmente poética, para facilitar una rima o distribución de acentos adecuada, mientras que en la lengua oral su origen o causas pueden ser más variados: para facilitar la pronunciación, naturalizar una pronunciación extranjera o por analogía con otras palabras o flexiones. 

## Liaison (o enlace)
Se produce entre palabras. No es común en español, salvo en los dialectos de tierras bajas, donde generalmente se pierden las eses implosivas y puede aparecer una s o h intrusiva cuando la palabra siguiente empieza por vocal:
- los mexicanos [lomehi'kano] pero los alemanes [lohale'mane] o [losale'mane]

Es por el contrario una práctica común en francés, donde muchas consonantes escritas finales de palabra no se pronuncian salvo si están seguidas de una palabra que comienza por vocal:
- les femmes [le'fam] pero les hommes [le'zɔm] donde la z es intrusiva.
- un feu [œ̃'fø ] pero un homme [œ̃'nɔm] donde la n es intrusiva.

Las reglas de pronunciación de tales fonemas intrusivos son además peculiares: s [z], d [t], f [v], n (desnasalización de la vocal anterior y n), x [z].  Además, los contextos de pronunciación son complicados y dan lugar a la obligatoriedad de la liaison (entre palabras sintácticamente muy relacionadas), la opcionalidad y la prohibición (entre palabras no relacionadas o en casos de 'h aspirada' o existencia de una antigua h que ya no se pronuncia en la actualidad).
El inglés registra también intrusiones en los siguientes casos:
- say [sɛɪ] say it ['sɛɪjɪt] con la aproximante [j] intrusiva
- go [gəʊ] go away [gəʊwə'wɛɪ] con la aproximante [w] intrusiva
- en los dialectos 'no róticos' (aquellos en que la r implosiva no se pronuncia) también se registra una intrusión cuando una palabra termina en r escrita pero no pronunciada: better ['bɛtə] better is ['bɛtəɹiz]

## Prótesis
Tiene lugar al inicio de una palabra. Es muy común en español en la pronunciación de palabras extranjeras que comienzan con grupos consonánticos inexistentes en español:
- Xpujá [ʃpuˈxa] > [espu'xa]
- standard > estándar, scanner > escáner

## Epéntesis
Consiste en la intromisión de un fonema en posición medial de palabra. 

## Paragoge
Consiste en la adición de uno o varios fonemas al final de una palabra.
- Datos: Q2885658